# Inside Björk
Inside Björk är en dokumentärfilm från 2003 om den isländska artisten Björk i regi av Christopher Walker. Filmen gavs ut på dvd den 23 augusti 2003 genom Björks skivbolag One Little Indian. Den innehåller även intervjuer med Sean Penn, Lars von Trier, Thom Yorke, Beck, RZA, Elton John, Missy Elliott, Alexander McQueen m.fl. angående deras åsikter om Björk och hennes inflytande på musik och kultur.

## Kapitel
1. Introduction (Bakgrundslåt: "Human Behaviour" - Live at Royal Opera House)
2. Iceberg Lagoon (Bakgrundslåt: "It's Not Up To You")
3. Reykjavík Childhood
4. First Album
5. Early Bands
6. Punk and Surrealism
7. The Sugarcubes (Bakgrundslåt: "Birthday")
8. 808 State (Bakgrundslåt: "Ooops (Mellow Birds mix)")
9. The Anchor Song (Bakgrundslåt: "The Anchor Song (Um Akkeri)" på en kyrkorgel)
10. Debut
11. Big Time Sensuality
12. Violently Happy
13. Venus as a Boy
14. Musical characters and song stories
15. Isobel
16. Sonic experiments (Bakgrundslåt: "Enjoy - Live at Shepherds Bush Empire")
17. Image
18. Homogenic
19. Bachelorette (Live in Cambridge)
20. Jóga
21. Beats
22. Pluto
23. Nature
24. Hunter
25. Classical influences
26. Musicals
27. Dancer in the Dark
28. Vespertine (Bakgrundslåt: "Hidden Place")
29. Microbeats / Matmos
30. Arctic Passion (Bakgrundslåtar: "Aurora", "Pagan Poetry")
31. Generous Palmstroke (Liveframträdande med Zeena Parkins)
32. Credits